# Kościoły łaski
Kościoły łaski (niem. Gnadenkirchen; cz. Kostely milosti) – sześć kościołów protestanckich, wybudowanych na katolickim Śląsku na mocy tzw. „recesu egzekucyjnego” (niem. rezess exekution, cz. exekučni reces), ogłoszonego 27 stycznia 1709 będącego rozszerzeniem ugody altransztadzkiej zawartej między królem szwedzkim Karolem XII a cesarzem rzymskim Józefem I Habsburgiem w Altranstädt w 1707 roku.

## Okoliczności ugody
Po zakończeniu wojny trzydziestoletniej (1618–1648), toczonej pomiędzy protestanckimi państwami Świętego Cesarstwa Rzymskiego a katolicką dynastią Habsburgów i podpisaniu pokój westfalskiego (24 października 1648) pozwolono luteranom wybudować na katolickim Śląsku trzy Kościoły Pokoju. Jednocześnie kontynuowano akcję przywracania katolicyzmu, w latach 1648–1654 odbierając na Śląsku protestantom 656 kościołów. 
Zgodę na budowę nowych świątyń ewangelickich uzyskano dopiero po zawarciu ugody altransztadzkiej (1 września 1707), choć wymagała ona jeszcze dodatkowych zabiegów dyplomatycznych oraz zapłaty przez protestantów 700 tys. guldenów. Ugoda narzuciła cesarzowi zwrot śląskim protestantom 121 kościołów.
Ostatecznie protestantom zwrócono 104 świątynie i pozwolono na budowę sześciu nowych, nazwanych „kościołami łaski”.

## Opis
Kościołami łaski cesarskiej były ewangelickie kościoły w Żaganiu, Kożuchowie, Jeleniej Górze, Kamiennej Górze, Miliczu i Cieszynie. Jako kościół ewangelicki do dziś przetrwał tylko kościół Jezusowy w Cieszynie. Kościoły w Jeleniej Górze, Kamiennej Górze i Miliczu zostały przejęte przez katolików po II wojnie światowej i po wysiedleniu ludności niemieckiej. Świątynie w Żaganiu i Kożuchowie zostały zburzone, ocalały po nich tylko wieże kościelne.
Kościoły łaski

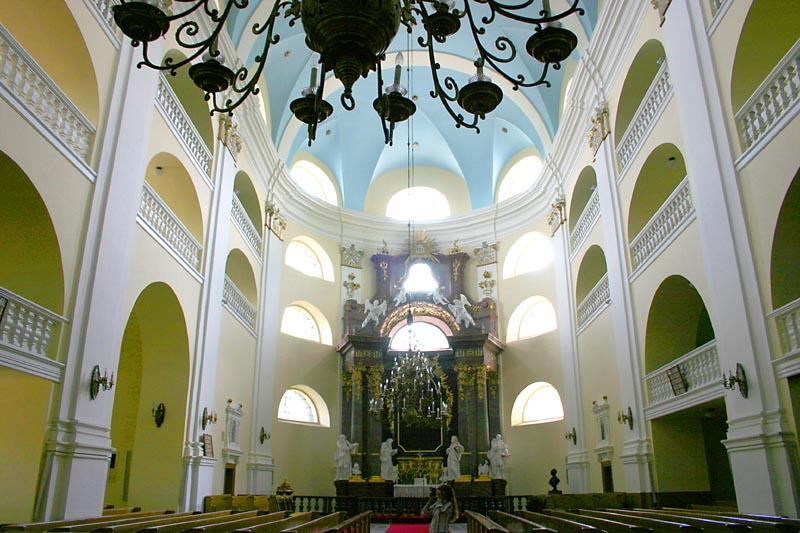
Wnętrze Kościoła Jezusowego w Cieszynie
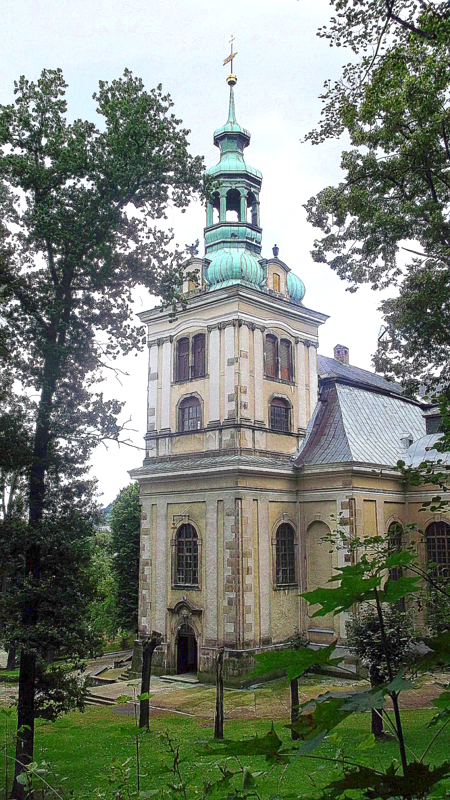
Kamienna Góra, kościół Matki Bożej Różańcowej
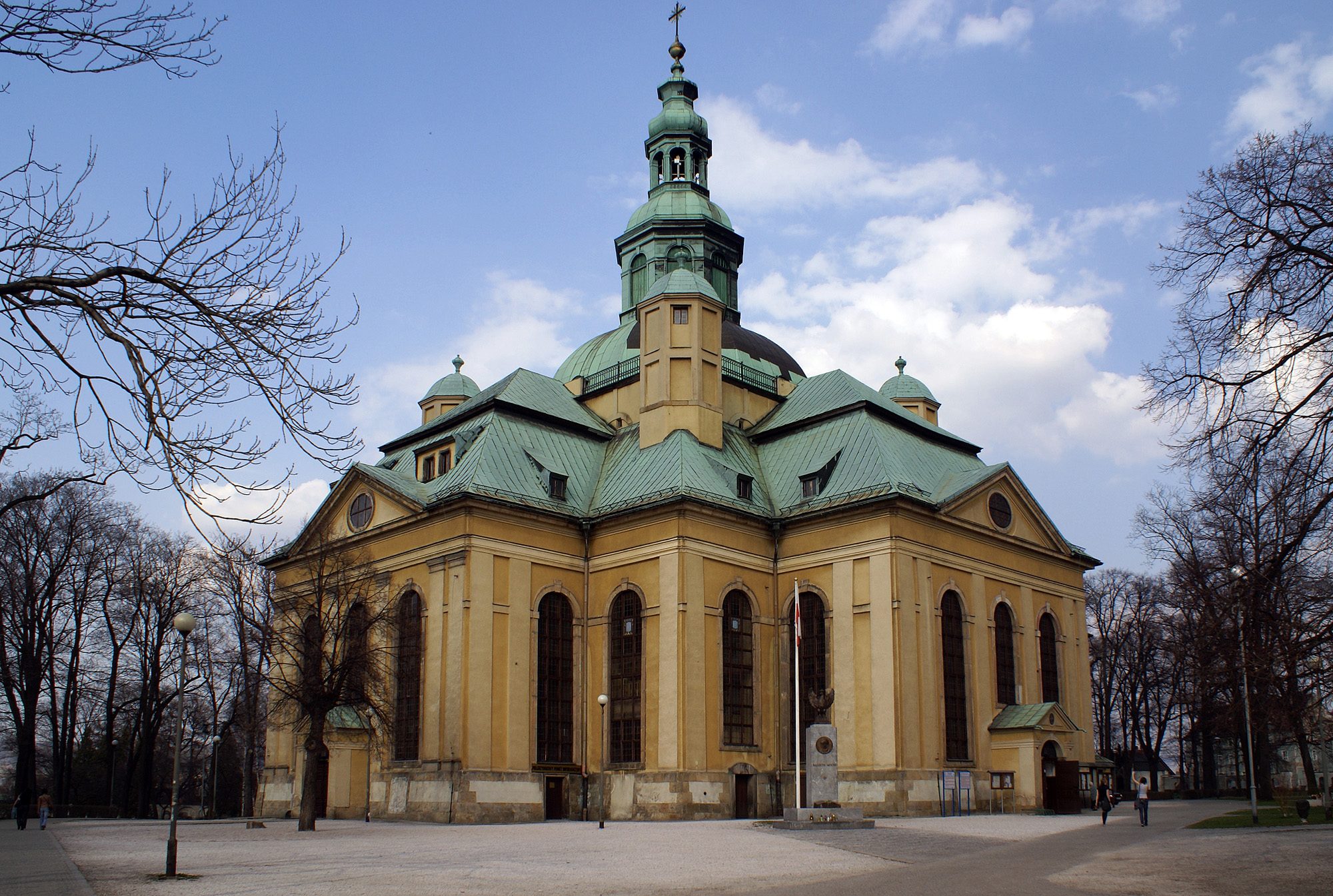
Kościół Podwyższenia Krzyża Świętego w Jeleniej Górze
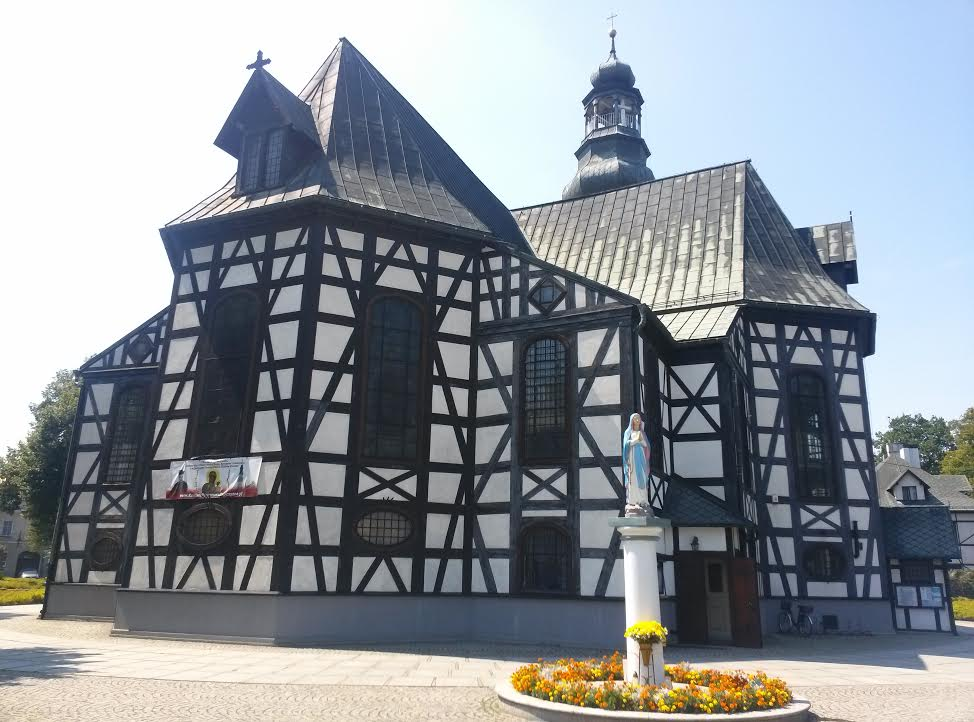
Milicz, kościół pw. św. Andrzeja Boboli

Pozostałości niezachowanych budowli

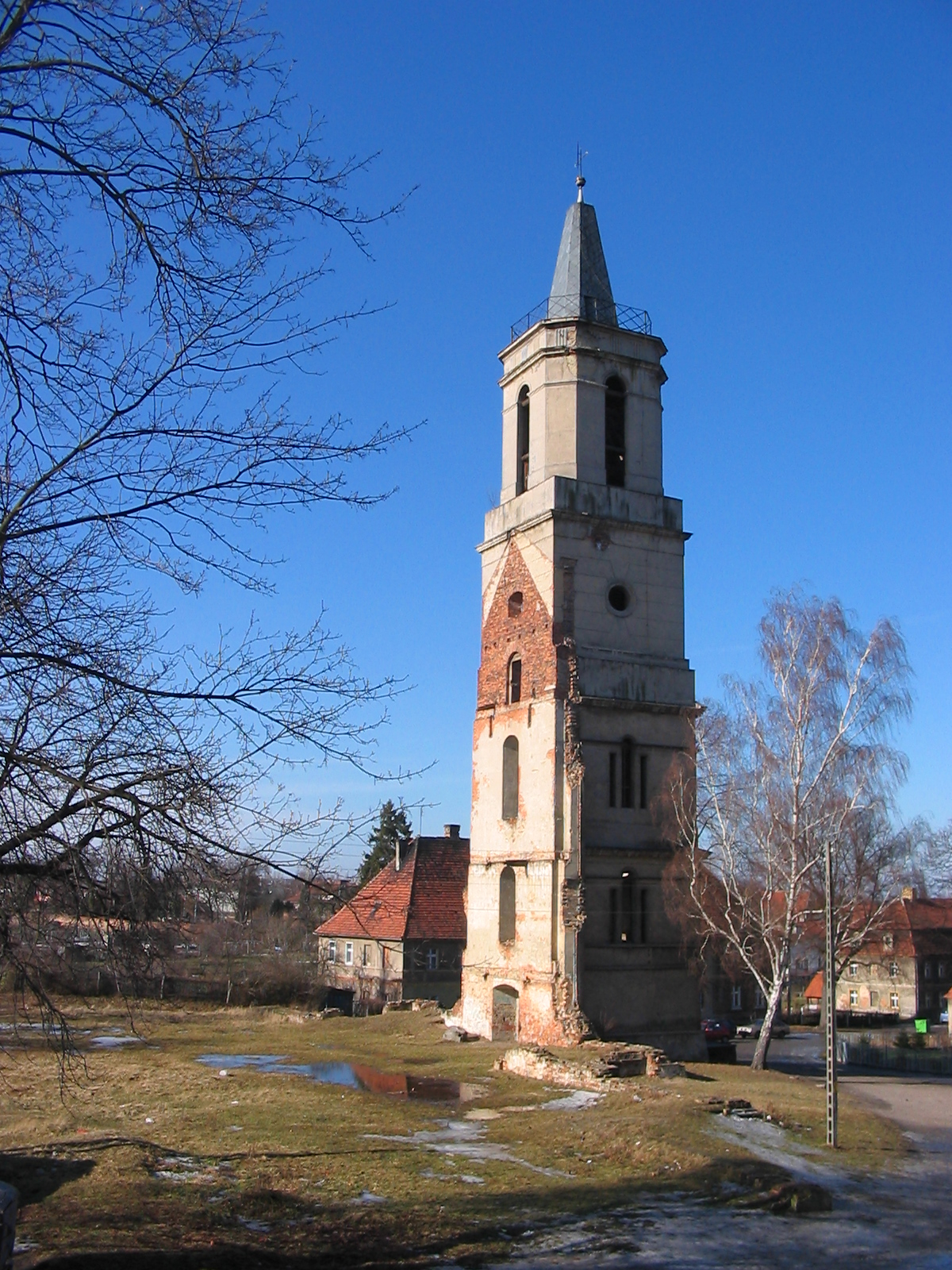
Wieża kościoła w Kożuchowie
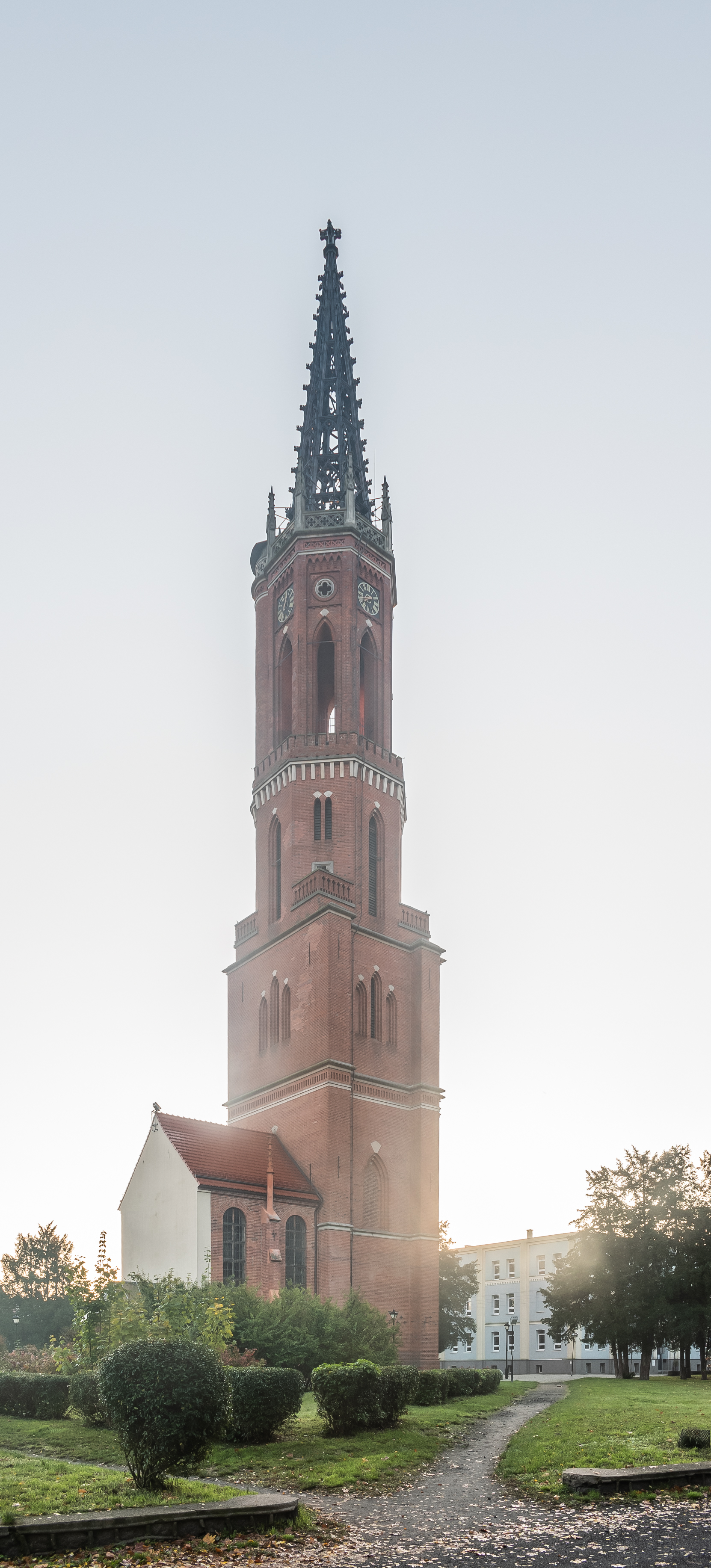
Wieża kościoła w Żaganiu